# Þorlákur Runólfsson
Þorlákur Runólfsson (* 1086; † 1133 in Skálholt) war ein Bischof von Skálholt in Südisland.
Er übte das Bischofsamt von 1118 bis zu seinem Tode aus.

## Familie
Seine Mutter war Tochter des Snorri Þorfinnsson aus Glaumbær im Skagafjörður. Er selbst war somit ein Urenkel der legendären Grönland- und Amerikareisenden Þorfinnur Karlsefni Þórðarson und Guðríður Þorbjarnardóttir.

## Ausbildung
Er wurde in der damals berühmten Schule des Pfarrhofs im Haukadalur ausgebildet. Der Skálholter Bischof Gissur Ísleifsson wählte ihn als seinen Nachfolger. Þorlákur wollte dies zunächst nicht, unter anderem fühlte er sich noch nicht reif genug, schließlich gab er aber nach und wurde am 28. April 1118 in Lund in Schweden geweiht.

## Wirken
Gemeinsam mit Ketill Þorsteinsson, Bischof von Hólar, stand er für die Einführung des Kirchenrechts in Island.
Wie seine Vorgänger unterhielt er in Skálholt eine Schule.
Er starb 1133 in Skálholt.